# 左翼-民主党派联盟
左翼-民主党派联盟（波斯語：اتحاد احزاب چپ دموکراتیک）是阿富汗历史上的一个左翼政党联盟。该联盟成立于1987年11月，标志着阿富汗的多党制进程的开启。该联盟的创始成员包括阿富汗人民民主党（当时阿富汗的执政党）、阿富汗革命劳动者协会和阿富汗劳动者组织。阿富汗农民公正党以观察员身份参与该联盟的活动。大约在1988年—1989年，阿富汗青年工人组织和阿富汗和平与进步战士联盟也加入该联盟。1992年，该联盟瓦解。